# Lilian Thuram
Lilian Thuram (Pointe-à-Pitre, Guadeloupe, Tengerentúli Franciaország, 1972. január 1. –) francia világbajnok labdarúgó, 2008. augusztus 1-jén szívérrendszeri bajok miatt befejezte pályafutását.
A francia válogatottal megnyerte az 1998-as világbajnokságot, és a 2000-es Európa-bajnokságot.

## Pályafutása
Thuram futballkarrierje a francia Ligue 1-ben szereplő AS Monaco csapatánál kezdődött.

Innen került az olasz bajnokságba, a Serie A-ba a Parma-hoz, majd 2001-ben a Juventus-hoz. Kétszer nyert scudetto-t (bajnokságot) a csapattal.
A világhírű francia hátvéd a 2005–2006-os szezon végén érkezett az FC Barcelona csapatához. Jó teljesítménye után beverekedte magát a kezdő tizenegybe. Szerződése 2008-ig tartott. A szezon végén Thuramot a francia PSG-vel hozták szóba, sőt az első egészségügyi vizsgálatok meg is történtek, mint kiderült, a francia játékosnak szívproblémái vannak, amik végül megakadályozták az átigazolásban. Végül, Lilian Thuram 2008. augusztus 1-jével visszavonult, futballista karrierjének búcsút mondva. 17 évig volt labdarúgó.

## Sikerei, díjai
- Monaco (1991–1996)
  - Francia kupa 1990/91
- Parma (1996–2001)
  - UEFA-kupa 1998/99
  - Olasz Szuperkupa 1998/99
- Juventus (2001–2006)
  - Olasz bajnok 2001/02, 2002/03 (a 2004/05, 2005/06-os címeket nem adták meg)
  - Olasz Szuperkupa 2002, 2003
- FC Barcelona (2006–)
  - Spanyol Szuperkupa 2005/06
- Francia válogatott (1994–)
  - FIFA világbajnok 1998
  - Európa-bajnok 2000
  - Világbajnoki ezüstérem 2006

## Statisztika

### Klub
| Klub eredmények  | Klub eredmények  | Klub eredmények  | Liga            | Liga   | Kupa            | Kupa            | Egyéb           | Egyéb      | Nemzetközi      | Nemzetközi | Összesen        | Összesen |
| Szezon           | Klub             | Bajnokság        | Pályára lépések | Gól    | Pályára lépések | Gól             | Pályára lépések | Gól        | Pályára lépések | Gól        | Pályára lépések | Gól      |
| Franciaország    | Franciaország    | Franciaország    | League          | League | Coupe de France | Coupe de France | League Cup      | League Cup | Európai         | Európai    | Összesen        | Összesen |
| ---------------- | ---------------- | ---------------- | --------------- | ------ | --------------- | --------------- | --------------- | ---------- | --------------- | ---------- | --------------- | -------- |
| 1990–1991        | Monaco           | Division 1       | 1               | 0      | 0               | 0               | —               | —          | 0               | 0          | 1               | 0        |
| 1991–1992        | Monaco           | Division 1       | 19              | 0      | 4               | 0               | —               | —          | 4               | 0          | 27              | 0        |
| 1992–1993        | Monaco           | Division 1       | 37              | 0      | 2               | 0               | —               | —          | 4               | 0          | 43              | 0        |
| 1993–1994        | Monaco           | Division 1       | 25              | 1      | 3               | 1               | —               | —          | 8               | 1          | 36              | 3        |
| 1994–1995        | Monaco           | Division 1       | 37              | 2      | 2               | 0               | 3               | 1          | —               | —          | 42              | 3        |
| 1995–1996        | Monaco           | Division 1       | 36              | 5      | 3               | 0               | 3               | 0          | 2               | 0          | 44              | 5        |
| Olaszország      | Olaszország      | Olaszország      | Liga            | Liga   | Coppa Italia    | Coppa Italia    | Supercoppa      | Supercoppa | Európai         | Európai    | Összesen        | Összesen |
| 1996–1997        | Parma            | Serie A          | 34              | 1      | 1               | 0               | —               | —          | 2               | 0          | 37              | 1        |
| 1997–1998        | Parma            | Serie A          | 32              | 0      | 6               | 0               | —               | —          | 8               | 0          | 46              | 0        |
| 1998–1999        | Parma            | Serie A          | 34              | 0      | 8               | 0               | —               | —          | 11              | 0          | 53              | 0        |
| 1999–2000        | Parma            | Serie A          | 34              | 0      | 2               | 0               | 1               | 0          | 10              | 0          | 47              | 0        |
| 2000–2001        | Parma            | Serie A          | 30              | 0      | 8               | 0               | —               | —          | 7               | 0          | 45              | 0        |
| 2001–2002        | Juventus         | Serie A          | 30              | 0      | 3               | 0               | —               | —          | 8               | 0          | 41              | 0        |
| 2002–2003        | Juventus         | Serie A          | 27              | 1      | 0               | 0               | 1               | 0          | 15              | 0          | 43              | 1        |
| 2003–2004        | Juventus         | Serie A          | 23              | 0      | 4               | 0               | 0               | 0          | 5               | 0          | 32              | 0        |
| 2004–2005        | Juventus         | Serie A          | 37              | 0      | 1               | 0               | —               | —          | 11              | 0          | 49              | 0        |
| 2005–2006        | Juventus         | Serie A          | 27              | 0      | 4               | 0               | 0               | 0          | 8               | 0          | 39              | 0        |
| Spanyolország    | Spanyolország    | Spanyolország    | Liga            | Liga   | Copa del Rey    | Copa del Rey    | Supercopa       | Supercopa  | Európai         | Európai    | Összesen        | Összesen |
| 2006–2007        | Barcelona        | La Liga          | 23              | 0      | 2               | 0               | 1               | 0          | 4               | 0          | 30              | 0        |
| 2007–2008        | Barcelona        | La Liga          | 18              | 0      | 4               | 0               | —               | —          | 6               | 0          | 28              | 0        |
| Összesen         | Franciaország    | Franciaország    | 155             | 8      | 14              | 1               | 6               | 1          | 18              | 1          | 193             | 11       |
| Összesen         | Olaszország      | Olaszország      | 308             | 2      | 37              | 0               | 2               | 0          | 85              | 0          | 432             | 2        |
| Összesen         | Spanyolország    | Spanyolország    | 41              | 0      | 6               | 0               | 1               | 0          | 10              | 0          | 58              | 0        |
| Karrier összesen | Karrier összesen | Karrier összesen | 504             | 10     | 57              | 1               | 9               | 1          | 113             | 1          | 683             | 13       |

### A válogatottban
| Franciaország | Franciaország   | Franciaország |
| Év            | Pályára lépések | Gól           |
| ------------- | --------------- | ------------- |
| 1994          | 1               | 0             |
| 1995          | 5               | 0             |
| 1996          | 13              | 0             |
| 1997          | 8               | 0             |
| 1998          | 16              | 2             |
| 1999          | 9               | 0             |
| 2000          | 14              | 0             |
| 2001          | 4               | 0             |
| 2002          | 12              | 0             |
| 2003          | 12              | 0             |
| 2004          | 9               | 0             |
| 2005          | 7               | 0             |
| 2006          | 16              | 0             |
| 2007          | 10              | 0             |
| 2008          | 6               | 0             |
| összesen      | 142             | 2             |

### Góljai a válogatottban
| #  | Dátum           | Helyszín                                    | Ellenfél     | Gól | Eredmény | Verseny                          |
| -- | --------------- | ------------------------------------------- | ------------ | --- | -------- | -------------------------------- |
| 1. | 1998. július 8. | Stade de France, Saint-Denis, Franciaország | Horvátország | 1–1 | 2–1      | 1998-as labdarúgó-világbajnokság |
| 2. | 1998. július 8. | Stade de France, Saint-Denis, Franciaország | Horvátország | 2–1 | 2–1      | 1998-as labdarúgó-világbajnokság |